# John Egan (Manager)
Sir John Leopold Egan (* 7. November 1939 Rawtenstall/Lancashire) ist ein britischer Manager. Egan war von 1980 bis 1990 Vorsitzender von Jaguar Cars und von 2005 bis 2010 Chairman des britischen Wasserversorgerkonzerns Severn Trent. Von 2007 bis 2017 war er Kanzler der Universität Coventry. Außerdem ist er Direktor der Warwick Castle Park Trust Ltd. und der Borwick Group Limited, der Muttergesellschaft des Elektroautoherstellers Modec.
Egan ist verheiratet und hat zwei Töchter.

## Karriere
John Egan wurde am 7. November 1939 als Sohn eines Autohändlers in Rawtenstall/Lancashire geboren. Egans Bildungsweg führte über die Bablake School zum Imperial College der London University, wo er Erdöltechnik (petroleum engineering) studierte und dieses Studium mit dem Bachelor abschloss. Schließlich studierte er Betriebswirtschaft an der London Business School, wo er mit dem Master of Science abschloss.
John Egan begann seine Karriere 1966–1968 als Ingenieur für Erdöltechnik bei Shell International.
Egan war dann lange im Fahrzeugbau tätig, zunächst 1962–66 bei General Motors, dann 1968–71 bei British Leyland und schließlich 1976–80 bei Massey Ferguson, bevor er 1980 Chairman und Chief Executive des englischen Luxuswagen-Produzenten Jaguar wurde; er blieb bis 1990.
In dieser Zeit war er Präsident des Europäischen Verbandes der Autohersteller Association des Constructeurs Européens d’Automobiles.
Nach dem Verkauf von Jaguar an Ford verließ er Jaguar und wurde 1990 in das Board der British Airports Authority berufen, dessen Chief Executive er im gleichen Jahr wurde. Diese Position behielt er bis 1999.
Von 2000 bis 2006 war er Chairman der Autohandelsfirma Inchcape.
Von 2002 bis 2004 war er Präsident der Confederation of British Industry (CBI).

## Ehrenämter
- 1998 Chairman der Regierungskommission Rethinking Construction, The report of the Construction Task Force to the Deputy Prime Minister, John Prescott, on the scope for improving the quality and efficiency of UK construction. (PDF; 108 kB), 21. Mai 2008: Sir John Egan on how the industry responded to Rethinking Construction: full transcript of speech at Commons reception marking 10th anniversary of report (PDF; 100 kB)
- 1998 war er Präsident des London Tourist Board.[10]
- John Egan ist Board of Trustees-Mitglied des Coventry Heritage and Arts Trust.[11]

## Ehrungen
John Egan wurde 1986 als Knight Bachelor („Sir“) geadelt und mit acht Ehrendoktoraten und zwei Honorarprofessuren geehrt.

## Werke
- Rethinking Construction: Report of the Construction Task Force, London: HMSO, 1998[12]
- Saving Jaguar, 2015[13], Nachdruck 2018[14]